# طوطی‌سهره گوش‌سرخ
طوطی‌سهره گوش‌سرخ (نام علمی: Erythrura coloria) نام یک گونه از سرده طوطی‌سهره است.